# 차광수 (레슬링 선수)
차광수(1979년 2월 25일~)는 조선민주주의인민공화국의 전직 레슬링 선수이다. 2008년 하계 올림픽에 참가했으며, 2006년 아시안 게임 그레코로만 레슬링 밴텀급에서 동메달을 획득했다. 아시아 선수권 대회에서는 금메달 1개, 은메달 3개를 획득했다.

## 생애
4.25체육단 소속으로 활동했다. 2002년에 처음으로 국가대표로 발탁되었다. 그 해 10월에 대한민국 부산에서 열린 2002년 아시안 게임에 그레코로만 레슬링 55kg급에 참가하여 첫 경기에서 대한민국의 강경일에게 패하고 1차 패자부활전에서 우즈베키스탄의 딜쇼트 아리포프에게 패하여 9위로 마무리했다. 그 후 체급을 밴텀급으로 올렸으며, 2004년 3월에 우즈베키스탄의 타슈켄트에서 열린 올림픽 참가 예선 대회에 참가했다. 이 대회에서 카자흐스탄의 누를란 코이자이가노프와 세르비아의 다보르 슈테파네크에게 패하였고, 10위를 기록하여 올림픽 출전 자격을 얻지 못했다. 4월에는 카자흐스탄의 알마티에서 열린 아시아 선수권 대회에 참가하였으며, 카자흐스탄의 아세트 이만바예프, 대한민국의 임대원, 이란의 하산 랑그라즈, 우즈베키스탄의 아크바르 쿠지예프에게 밀려 5위에 머물렀다.
2005년에는 중화인민공화국 우한에서 열린 아시아 선수권 대회에 참가하여 인도의 무케슈 카트리, 대한민국의 임대원을 누르고 우승하였고, 2006년 4월에는 알마티에서 열린 아시아 선수권 대회에서 대한민국의 이정백의 뒤를 이어 은메달을 획득했다. 같은 해 12월에 카타르 도하에서 열린 아시안 게임에 조선민주주의인민공화국 국가대표로 참가하였다. 그는 카자흐스탄의 예르볼 코니라토프와 일본의 도요타 마사토시를 누르고 준결승전에 진출했으나 준결승전에서 이란의 자셈 아미리에게 패했다. 이후 동메달 결정전에서 이라크의 암자드 나자를 누르고 인도의 비나야크 달비와 함께 동메달을 획득했다.
2007년 5월에는 키르기스스탄의 비슈케크에서 열린 아시아 선수권 대회에 참가하여 이정백, 우즈베키스탄의 옐다르 하피소프를 눌렀으나 결승전에서 이란의 하미드 소리안에게 패하여 은메달을 획득했다. 2008년 3월에 출전한 제주에서 열린 아시아 선수권 대회에서도 일본의 하세가와 고헤이와 카자흐스탄의 예르메크 쿠케토프를 격파했으나 전 대회와 마찬가지로 이란의 소리안에게 패하여 은메달을 받았다.  
2008년 8월에 중화인민공화국 베이징에서 열린 2008년 하계 올림픽에 참가하였다. 1차 예선을 부전승으로 진출했으며, 2차전에서 쿠바의 야그니에르 에르난데스에게 패하여 탈락했다. 